# Hussenberg
Hussenberg (Limburgs: De Husjeberg) is een buurtschap ten noordoosten van Geulle in de gemeente Meerssen in de Nederlandse provincie Limburg. De buurtschap ligt op het plateau ten oosten van de Maas ten noorden van Snijdersberg. Via de Slingerberg is Hussenberg verbonden met de buurtschap Broekhoven.
Hussenberg is deel van Geulle-Boven. De kerk van Geulle-Boven, gewijd aan het Onbevlekt Hart van Maria, staat ten zuiden van Hussenberg in Moorveld. In Hussenberg staat ook de Mariakapel.

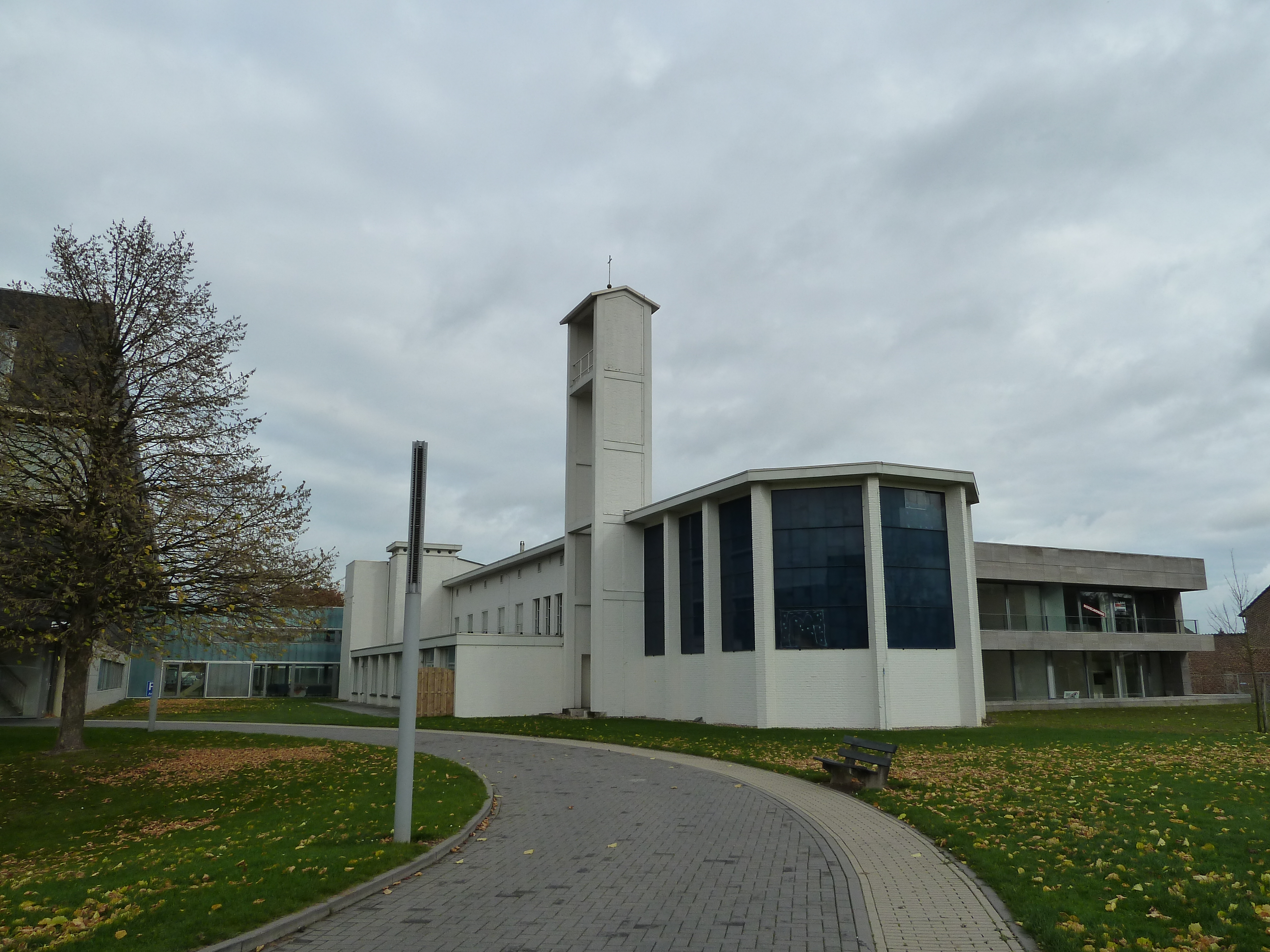
Kapel bij Zorgcentrum Ave Maria

Dorpen: Bunde · Geulle · Geulle aan de Maas · Meerssen · Moorveld · Rothem · Ulestraten

Buurtschappen en gehuchten: Broekhoven · Brommelen · Genzon · Groot Berghem · Hulsen · Humcoven · Hussenberg · Kasen · Klein Berghem · Oostbroek · Raar · Schietecoven · Snijdersberg · Stommeveld · Vliek · Voulwames · Waterval · Weert · Westbroek

Limburg: Steden en dorpen      Nederland: Provincies · Gemeenten